# Русская дорога
«Русская дорога» — первый сольный альбом Игоря Растеряева, выпущенный в феврале 2011 года. Альбом включает семь песен, в том числе получившие большую популярность в 2010 году («Комбайнёры», «Ромашки», «Казачья» и др.) и пять коротких рассказов автора. В качестве дополнительных материалов альбом содержит четыре видеоролика с авторским исполнением песен, снятых Алексеем Ляховым и ранее доступных на YouTube.

## История
Игорь Растеряев получил предложение записать альбом от ООО «Рест Девелопмент Групп» из Москвы. Продюсера у альбома как такового не было, в роли куратора проекта выступил Константин Кузнецов.
После некоторых размышлений было решено не делать для песен новые аранжировки и привлекать дополнительные музыкальные инструменты, а записать их только в сопровождении гармошки — в том виде, в котором они ранее получили популярность на YouTube. Чуть позже возникла идея «разбавить» песенную часть «ранним литературным материалом» — небольшими рассказами о жизни в деревне.
Записывался на «Rest D.G. Studio». Работа над альбомом проходила с ноября 2010 по январь 2011 года.
26 января 2011 года в московском ресторан-салуне «Док Холлидей» состоялась пресс-конференция Игоря Растеряева, посвящённая выходу альбома; на пресс-конференции присутствовал и друг певца Алексей Ляхов. Концерт-презентация альбома «Русская дорога» состоялась 5 февраля в клубе «Moscow Milk».
Первое издание альбома вышло небольшим тиражом — 5 тыс. экземпляров. Игорь с Алексеем выкупили у изготовителей альбома весь тираж, чтобы он распространялся во всех регионах через интернет без посредников и торговых наценок. Получить диск можно на официальном сайте Игоря.
При выпуске диска Игорь Растеряев не исключил, что будет второе издание альбома, в которое войдёт новая песня. Позже, однако, он скорее отрицательно отнёсся к переизданию, отметив, что «если переиздавать - я бы попробовал в лайф-варианте, добавил бы туда некоторые лирические песни под гитару, и, может быть, если появятся, новые песни под гармошку».

## Список композиций
- Автор музыки и слов (кроме песни «Раковка») — Игорь Растеряев
- Автор музыки и слов (песня «Раковка») — Василий Мохов
- Звукорежиссёр — Павел Дорошенко
- Автор видео — Алексей Ляхов

| №   | Название                     | Длительность |
| --- | ---------------------------- | ------------ |
| 1.  | «Русская дорога»             | 2:49         |
| 2.  | «Васёк Коробёнков (рассказ)» | 0:30         |
| 3.  | «Комбайнёры»                 | 3:45         |
| 4.  | «Мир (рассказ)»              | 0:38         |
| 5.  | «Ромашки»                    | 4:05         |
| 6.  | «Раковка (рассказ)»          | 0:47         |
| 7.  | «Раковка (песня)»            | 3:15         |
| 8.  | «Георгиевская ленточка»      | 4:27         |
| 9.  | «Казачья»                    | 3:04         |
| 10. | «Сергей Блинов (рассказ)»    | 0:50         |
| 11. | «Богатыри»                   | 2:17         |
| 12. | «Любовь к Родине (рассказ)»  | 1:03         |

| №   | Название                 | Длительность |
| --- | ------------------------ | ------------ |
| 13. | «Комбайнёры» (видео)     |              |
| 14. | «Ромашки» (видео)        |              |
| 15. | «Казачья» (видео)        |              |
| 16. | «Русская дорога» (видео) |              |

## Оформление
Первый вариант дизайна обложки (с изображением дороги) сделала сестра Игоря Екатерина, однако он был отвергнут. Второй вариант (пейзаж с ромашкой) был сделан дизайнером продюсерской компании, однако от него также отказались.
В итоге окончательный вариант обложки был сделан Е. В. Растеряевой и С. Ю. Стряпуниным. На лицевой стороне обложке под названием альбома изображён казак с шашкой, скачущий на лошади над арбузными бахчами. На задней стороне обложки казак и лошадь поедают арбузы, сидя на огромной арбузной корке. Так в оформлении альбома нашла отражения любовь певца к арбузам.
Поскольку Игорь Растеряев сам занимается графикой, он не исключил, что второе издание альбома (с дополнительной песней) он оформит сам.

## Игорь Растеряев об альбоме
…альбом мне дорог, потому что он некое подытоживающее всей вот этой пятимесячной истории творчества. Потому что пять месяцев назад, я не то, что об альбоме не мог мечтать, я вообще не понимал, что мне со всем с этим делать, как это делать, и во что в итоге это может вылиться. Кроме «Комбайнёров» у меня были ещё три матерные песни. И я понятия не имел, когда начинал писать, в какую сторону пойдёт мое творчество. Либо все будет, как было раньше — песни для друзей, с матерком, такое развлекалово — это была бы одна история. Но с удивлением для себя творчество пошло в сторону «русской дороги». Что мне очень нравится.

## Дополнительные факты
- Песня «Богатыри» была написана для мультфильма «Три богатыря и Шамаханская царица» по просьбе его создателей; впоследствии, однако, Игорь Растеряев не стал подписывать договор о передаче прав на песню и, хотя она звучит в мультфильме, её слова изменены и в титрах указаны другие авторы[7].

## Рецензии
Положительную оценку альбому дал обозреватель журнала «Афиша» Александр Горбачёв, который отметил, что несмотря на небольшое время звучания, «этих минут с лихвой хватает, чтобы удостовериться, что Растеряев — не мем с ютьюба, не шутка юмора, а феномен». По мнению критика, певец, 
конечно, строит утопию, воспевает лихую и горькую деревню, которой уже почти не осталось… Но это возвышающий обман, важный, нужный. Это трагически-жизнеутверждающая музыка: «когда мы отступаем, это мы вперед идем». В этих песнях есть от чего поморщиться, но на круг они все за добро и за жизнь; и можно сколько угодно проводить параллели с «Любэ» или «Сектором газа», но у тех никогда не получалось произносить заветные запрещенные слова на букву «р» так, чтобы они звучали весело и гордо, с настоящих больших. У Растеряева — как у Высоцкого, как у Шукшина (авансом, да, но все же) — пока получается.
Алексей Мажаев из агентства InterMedia, оценив альбом на 3 по 5-балльной шкале, отметил, что «до мелодической изощрённости Игорю далеко — все семь песен в принципе похожи друг на друга: может быть, гармонь тому виной, однако интернет-определение его стиля как «кантри&фолк» выглядит вполне точным и не совсем издевательским». По его мнению, тексты песен на альбоме отличаются тем, что «Растеряев берёт темы, давно исчезнувшие даже из русского рока и не появившиеся (пока) в рэп-произведениях», из чего можно сделать вывод о том, что «Растеряев не совесть нации, нет, но автор определенно совестливый и гораздо более глубокий, чем может показаться по крестьянскому имиджу».
Подробно разбирая тексты песен альбома, Станислав Минаков отмечает, что при некотором сходстве с бардовской песней и русским роком,
...у Растеряева — принципиально иная песенная энергия, эстетизированная, конечно, городской культурой, но в основе своей укоренённая в деревенском фольклоре (замкнутом на современную ритмику, в том числе и рок-стилистику), а совсем в первооснове — подлинная, настоящая правда кормильцев страны, трудяг и защитников.
...у Растеряева — своя особинка, неповторимый лирический характер. В нём имеется удаль, но удаль какая-то умная и тонкая, что ли, — без башлачёвского чёрного надрыва, без шевчуковских непреодолимых тоски и крика, без чистяковского пофигизма. Грустные глаза Растеряева несут в себе и вековую мудрость донской степи, и готовность отстаивать свои ценности даже на последнем рубеже...

Игорь Растеряев, подсознательно своим творчеством фиксирующий, как кажется, некий поворотный пункт русской истории, — это не просто гармошечные самопальные наигрыши на завалинке. Это — просыпающееся национальное самосознание, поддержанное гармоничной гармошкой.